# ФК Морнар Бар
Фудбалски клуб Морнар је црногорски фудбалски клуб из Бара, који се такмичи у Првој лиги Црне Горе. Три пута је освојио Републичку лигу Црне Горе, неколико сезона се такмичио у Међурепубличкој лиги, једном се такмичио у Другој савезној лиги, у групи Б, док је у државној заједници Србије и Црне Горе, у току пет сезона био члан другог ранга такмичења. Од независности Црне Горе, два пута је освојио Другу лигу и једном Јужну регију у оквиру Треће лиге. Навијачи клуба су познати као „Сердари“.
Основан је 1923. године као ФК Црнојевић, након спајања клубова Четник и Жељезничар. Клуб се такмичио у Цетињском подсавезу од формирања 1930. а након Другог свјетског рата, промијенио је име у Обнова, а затим у Темпо, у част Светозара Вукмановића Темпа, народног хероја Југославије. Клуб се први пут пласирао у Републичку лигу 1948. када је завршио на последњем мјесту, због чега је Темпо забранио да клуб носи његово име и оно је промијењено у Морнар 1949. Квалификације за пласман у Републичку лигу 1950. одржане су у Титограду, Морнар се пласирао у лигу, а публика их је назвала „барски Мађари“, по мађарском тиму златних једанаест који је доминирао током 1950-их. Због финансијских проблема, клуб се није такмичио двије године, а 1957. спојио се са Слогом из Старог Бара и клуб је назван ФК Бар. На крају 1960. клуб је престао да се такмичи, а поново су га покренули бивши играчи 1963. међу којима су били Данило Делибашић и Анто Радовић и вратили су му име Морнар.
У Републичку лигу вратио се 1966. након десет година, а у сезони 1967/68. завршио је бод иза трећег мјеста и пласмана у Другу савезну лигу Југославије. Поново је испао у подсавез у сезони 1973/74, када је лига проширена са 14 на 16 клубова. Након шест година, клуб се вратио у Републичку лигу, али је у сезони 1984/85. испао из лиге. У августу 1985. отворен је стадион Тополица, пријатељском утакмицом између Морнара и Будућности, а Морнар је сезону 1985/86. завршио са свим побједама и само једним ремијем и вратио се у Републичку лигу. У сезони 1988/89. освојио је Републичку лигу Црне Горе по први пут и пласирао се у Међурепубличку лигу, из које је испао у сезони 1991/92. а сезону 1992/93. завршио је на последњем мјесту у Републичкој лиги и требало је да испадне у подсавез, али се спојио са Луком Бар и опстао је у лиги.
Након распада Југославије, Републичка лига Црне Горе постала је трећи ранг такмичења; Морнар је у сезони 1995/96. по други пут освојио Републичку лигу и по први пут у историји пласирао се у Другу савезну лигу, гдје је играо у групи Б. Сезону у Другој лиги је завршио на последњем мјесту и испао је поново у Републичку лигу, гдје је такође завршио на последњем мјесту и испао је у Јужну регију, четврти степен такмичења, која је замијенила подсавез. У сезони 1999/00. освојио је Јужну регију са свим побједама и без иједног примљеног гола, поставивши рекорд у такмичењима у Црној Гори. У сезони 2000/01. освојио је Републичку лигу по трећи пут, а са 106 постигнутих голова, поставио је рекорд лиге и пласирао се у Другу лигу зона Југ, која је била основана за клубове из Црне Горе.
Након осамостаљења Црне Горе, такмичење је почео у Другој лиги, али је већ у првој сезони испао у Трећу лигу зона Југ, коју је освојио у сезони 2007/08. и вратио се у Другу лигу, гдје се кроз бараж у сезони 2008/09. пласирао у Прву лигу по први пут. У сезони 2010/11. испао је у Другу лигу, гдје је сезону 2011/12. завршио на другом мјесту и кроз бараж се пласирао у Прву лигу. У Првој лиги је провео четири сезоне, након чега је у сезони 2015/16. испао у Другу лигу, коју је освојио у сезони 2017/18. и вратио се у Прву лигу. У сезони 2018/19. остварио је само једну побједу и испао је у Другу лигу, коју је по други пут освојио у сезони 2020/21. и вратио се у Прву лигу. У сезони 2022/23. играо је бараж против Берана по четврти пут од осамостаљења и опстао је у лиги.

## Историја

### 1921—1923: Четник и Жељезничар
Након што је Црна Гора пала под Аустроугарску власт 1916. године, настали су велика глад и немаштина, а окупационе власти су покушале да недостатак хране надомјесте играма. Организоване су разне спортске активности, међу којима и фудбалске утакмице. „Цетињске новине“, лист који су издавале окупационе власти 1917. и 1918. године, објавиле су неколико забиљешки о фудбалским утакмицама на Цетињу и Бару. Утакмице су играли војни тимови, а у листу се наводи да се једна од екипа звала „АНТИВАРИ“.
Године 1921. Андрија Перовић родом из села Рокочи, донио је прву фудбалску лопту у Бар из Италије са школовања. Он је основао клуб ФК Четник у којем су играли радници као и остали становници, а чији је он био и играч и тренер. Након неколико времена, сакупили су новац и купили су другу фудбалску лопту у Загребу. Радници депоа у насељу Пристан основали су средином 1923. године клуб Жељезничар. Клубови су међусобно одиграли доста утакмица, успјешнији је био Жељезничар, а 1923. године, Четник је изгубио од клуба Црногорац са Цетиња 15 : 0. Недуго након тога, Жељезничар је играо против Црногорца на Цетињу и изгубио је 12 : 0. Исте године, како би формирали бољи и јачи клуб, Четник и Жељезничар су се спојили у ФК Црнојевић.

### 1923—1930: Црнојевић
Црнојевић је задржао црвену боју дресова које је имао Жељезничар, а 1924. регистрован је код Сплитског ногометног подсавеза, у оквиру којег су функционисали фудбалски клубови из данашње Црне Горе. Клуб је регистрован као Југословенски спортски клуб Црнојевић. За новоформирани клуб је владало велико интересовање, а 1925. објављена му је фотографија у албуму југословенских фудбалских клубова, гдје је писало да је клуб настао спајањем клубова Црногорски Јадран и Четник. Као његови оснивачи наводе се Ђуро Чејовић, Андрија Перовић, Блажо Кнежевић и Сретен Жутковић.
Прву првенствену утакмицу клуб је одиграо 6. јула 1924. године против Вихора у Будви и побиједио је 3 : 2; сва три гола постигао је Андрија Перовић. Како би стигли на вријеме на утакмицу, играчи и управа Црнојевића кренули су барком вече пред утакмицу и веслајући цијелу ноћ, стигли су пред зору у Будву. Након утакмице, на исти начин вратили су се у Бар.
Године 1926. клуб је остварио највећи успјех, пласирао се у финале Купа Црне Горе, гдје је изгубио од Балшића у Подгорици. Исте године играли су утакмицу против енглеских морнара чији су ратни бродови били усидрени у луци и изгубили су 5 : 1. Клуб је гостовао у Албанији, гдје је играо против Јувентуса из Скадра; утакмица је завршена 0 : 0, а на путу за Скадар, близу града се покварио аутомобил који их је превозио и морали су пјешке да наставе до града. У реваншу 15 дана касније, Црнојевић је побиједио 2 : 0. Током 1926. играли су и двије пријатељске утакмице против БУСК-а, члана Прве лиге Југославије, који је био на припремама у Бару. Прва утакмица завршена је 1 : 1, а у другој утакмици Црнојевић је побиједио 3 : 1. Неколико година касније, Андрија Перовић је у интервјуу изјавио да му је трећи гол против БУСК-а најдражи који је постигао у каријери и да му је тада пришао бек БУСК-а и репрезентације Југославије — Мића Митровић, који га је пољубио и честитао му на постигнутом голу.

### 1930—1945: Формирање подсавеза и Други свјетски рат
Године 1930. основан је Цетињски ногометни подсавез за клубове из Црне Горе, а за првог предсједника изабран је Никола Латковић, професор са Цетиња. Након оснивања подсавеза, повећало се интересовање и публике и новинара, а лист „Слободна мисао“, извјештавао је са утакмице у Бару 6. септембра 1930. када је Црнојевић побиједио Бјелогорац из Улциња 4 : 1. У првој утакмици 1931. Црнојевић је побиједио Растислав из Улциња 2 : 1, након чега је одиграо двије утакмице против Зринског из Тивта. У првој утакмици побиједио је 4 : 1, док је у реваншу У Тивту изгубио 3 : 1. Међу најбољим играчима у том периоду били су Дрецун, Каваја и Владо Булатовић. На дан 2. августа 1931. Црнојевић је у Бару изгубио од Црногорца 6 : 0, након чега су фудбалери Црногорца отпутовали бродом „Србин“ за Драч, на пријатељске утакмице са клубовима из Албаније. На дан 16. августа, Црнојевић је побиједио новоосновани клуб ВСК из Вирпазара 12 : 0.
Током 1931. и 1934. играли су утакмице у Скадру. Вођа пута на првој утакмици био је Мићо Иличковић, а путовали су аутобусом. У насељу Владимир, аутобус им се покварио и морали су да спакују ствари и наставе пјешке. Прешли су Бојану и преноћили у Скадру, а сјутрадан су изашли на терен са дуплим вуњеним чарапама. На терену, навијачи су их гађали каменицама, пријетили им, вукли голмана за дрес и тукли. Играчи су све издржали и побиједили 2 : 1 највише захваљујући голману Јовану Никочевићу. У другој утакмици није било инцидената и изгубили су 1 : 0. Тренер на тим утакмицама био је Андрија Перовић, који је одмах по оснивању подсавеза постао судија, након што је положио испит.
У марту 1932. расписане су утакмице за првенство подсавеза. У првој утакмици, Црнојевић је 27. марта побиједио Југословен из Котора 1 : 0. У априлу, изгубили су од Бјелогорца 4 : 2, а судија на тој утакмици био је Андрија Перовић, који је такође био и повремени тренер Црнојевића. На дан 17. јула, побиједили су Његош са Цетиња 4 : 1 у пријатељској утакмици, након чега су побиједили и БУСК 1 : 0 и поморску академију Дубровника. Крајем јула, побиједили су феријалну колонију Петровца 3 : 2, након чега је лист „Зетски гласник“ 13. августа објавио текст у којем пише да је Црнојевић у великој форми.
Године 1933. побиједили су Његош 5 : 1 у утакмици подсавеза, а затим и Игало 3 : 2, након што су губили на полувремену 0 : 2. У полуфиналу подсавеза, изгубили су од Ловћена 2 : 1. Крајем 1933. поново су играли пријатељску утакмицу против БУСК-а и изгубили су 2 : 0. Крајем 1934. клуб је запао у кризу, која је трајала дужи период. Лист „Глас Боке“, објавио је 21. септембра 1935. да Црнојевић из Бара и Зрински из Тивта нису одиграли ниједну утакмицу годину дана и да их треба обрисати из подсавеза. Клуб је поново покренут 1936. а тренери у том периоду били су Перовић и Италијан Милети. Клуб се у штампи не спомиње до 1938. када је играо у Купу и изгубио од Црногорца 2 : 1, у утакмици која је била груба и прекидана више пута.
Након окупације Црне Горе од стране Италије у Другом свјетском рату, створена је Независна Држава Црна Гора, у којој су Италијани одржавали фудбалске утакмице како би показали своју супериорност. Током 1943. непосредно прије капитулације Италије, требало је да се одигра утакмица између Црнојевића и окупаторске војске, односно између Италије која је контролисала Црнојевић и Њемачке. Тони Трицета је закаснио на утакмицу, а публика је скандирала да заигра Анто Радовић јер нису имали једанаестог играча. Биле су направљене трибине, утакмици су присуствовали бројни официри, а за судију је доведен Перовић из логора. На полувремену је дошао Трицета, али саиграчи му нису дали да уђе умјесто Радовића. Црнојевић је побиједио 2 : 0, а Радовић је касније изјавио да је био пресрећан и да је одмах отишао кући да покаже дрес мајци и комшијама. Године 1945. одиграли су утакмицу против Влазнимија из Албаније и изгубили 6 : 0. Албански занатлија и фудбалер — Виктор Краснић, који је играо за Црнојевић, а за вријеме окупације организовао све утакмице у Бару тако што је ишао од куће до куће и молио људе да забораве на ратна страдања и да играју фудбал, стријељан је од стране Партизана са групом Грбљана у Старом Бару, 25. новембра 1944. Поред њега, у рату су погинули и други фудбалери Црнојевића: Бошко Стругар, Бранко Чаловић, Милорад Лекић, Ђуро Никезић, Душан Каваја и Анто Иличковић.

### 1945—1948: Обнова и Темпо
Дан након евакуације Њемачке војске, Народноослободилачка војска је ушла у Пристан, а одмах послије рата, почела је обнова града и оснивање фискултурних друштава. На иницијативу Драга Прелевића, млади са пристана су формирали Јадран, који је наслиједио Црнојевић, али није био формално регистрован. На дан 3. марта 1946. одиграна је прва јавна утакмица послије рата, Напредак из Старог Бара је побиједио Јадран 2 : 1, судио је Андрија Перовић, а присуствовало је око 2.000 гледалаца. У реваншу три недеље касније, Јадран је побиједио 7 : 0.
Године 1946. основано је спортско друштво Обнова, која је замијенила Јадран. Пред почетак квалификација за улазак у Републичку лигу, Обнова је 16. марта 1947. побиједила у пријатељској утакмици клуб Бошко Стругар из Улциња. За клуб је тада играо и Италијан Леонардо Барнаба, који је у почетку играо као штопер, а касније као нападач, а по потреби је био и голман. Нису имали тренера, а то су повремено били Андрија Перовић и Марко Дрецун, који су такође били и судије. Опрему су тешко набављали, а једном су сами шили и преправљали мајице које је УНРА послала као помоћ народу. Нису имали ни свлачионице, а након утакмица купали су се у рукавцу, који је био удаљен 50 метара од стадиона. У утакмици за улазак у Републичку лигу, Бокељ је у Котору побиједио Обнову 6 : 0.
Исте године почело је такмичење за Куп маршала Тита. Пред прву утакмицу, из клуба су послали телеграм Анту Радовићу, који је дебитовао за клуб са 16 година за вријеме окупације, а који је учио у угоститељској школи у Улцињу, да дође на утакмицу Купа против Бокеља; телеграм му је стигао у 9. сати, а утакмица је била заказана за 14.00. Радовић је отишао на аутобуску станицу да нађе превоз, јер је аутобус отишао у 8. сати. Чекао је неко вријеме, али није се нико појављивао, након чега је кренуо трчећи за Бар јер је хтио да игра. Стигао је око 13.15, претрчавши 36 km од Улциња до Бара за три сата и десет минута. Његови саиграчи су стигли у 13.40 и дали му опрему. Обнова је побиједила 2 : 0, а након утакмице, Перовић му је рекао да је играо добро, али да је могао боље, након чега му је Радовић рекао да је претрчао 36 km како би стигао на вријеме у Бар. Касније су га повели на вечеру и нашли му такси да га врати за Улцињ. Недуго након Купа, Обнова је у пријатељској утакмици изгубила од другог тима Будућности 6 : 0 у Титограду, након чега је у јулу изгубила у пријатељској утакмици против Искре 5 : 1.
На почетку 1948. клуб је промијенио име у Темпо, у част Светозару Вукмановићу Темпу, народном хероју Југославије. У Бару је 17. и 18. јануара гостовао Синдикат из Скадра, а Темпо је побиједио 6 : 2. Касније су играли двије пријатељске утакмице против Арсенала у Тивту. На првој утакмици, на којој је голман Темпа био Барнаба, побиједио је Арсенал 13 : 1, док је у другој утакмици побиједио Темпо 2 : 1. У квалификацијама за пласман у Републичку лигу, побиједили су у Бару Јединство из Херцег Новог 3 : 1. У реваншу је Јединство побиједило 1 : 0 и Темпо се по први пут пласирао у Републичку лигу Црне Горе, четврти степен такмичења у Југославији. Након пласмана у лигу, Барнаба је завршио каријеру јер није имао право наступа у утакмицама за бодове пошто је био Италијан, док је повремено наступао у пријатељским утакмицама. У првенству многе утакмице нису одигране, на гостовања су углавном ишли камионом, на каросерији су постављане дрвене клупе под шаторским прекривачем. На утакмице би обично долазили пред сам почетак, а одмах након завршетка ишли би назад у Бар. У првенству, Темпо је завршио на последњем мјесту, док је титулу освојила Сутјеска и пласирала се у Трећу савезну лигу.

### 1949—1955: Морнар
Због лошег пласмана у лиги, Светозар Вукмановић Темпо забранио је да клуб носи његово име. У јануару 1949. одржана је годишња скупштина спортског друштва на којој је промијењено име клуба у Морнар. У првенству 1949. Бокељ је кажњен забраном играња од пет мјесеци због неспортског понашања играча, док је Морнар само дјелимично учествовао у другом дијелу сезоне. У такмичењу за Куп Југославије, у првом колу изгубио је од Могрена 3 : 1, док је у децембру изгубио од Милиционара са Цетиња 2 : 1 у пријатељској утакмици, једини гол за Морнар постигао је Барнаба.
Године 1950. прије квалификација за пласман у Републичку лигу, одиграли су двије пријатељске утакмице: 1 : 1 против Јединства из Херцег Новог и изгубили су 9 : 0 на гостовању против Металца из Титограда, у утакмици која је одиграна на стадиону Будућности. Квалификације су се играле у Титограду, учествовало је шест клубова, а сваког дана играле су се по три утакмице. Морнар је изгубио у првој утакмици, док је побиједио на преостале четири и пласирао се у лигу. Играчи су оставили добар утисак, а публика у Титограду прозвала их је „барски Мађари“. Након пласмана у Републичку лигу, на жељезничкој станици у Пристану приређен је дочек на којем се скупило много људи. У првенству је учествовало осам клубова, а у првом колу, 7. маја 1950. Морнар је изгубио од Арсенала у Тивту 7 : 0. У другом колу, ремизирали су кући против Бокеља 0 : 0, након чега су прву побједу остварили у трећем колу, против Искре кући 2 : 0. Другу побједу остварили су против Брезника из Пљеваља, 5 : 0 кући. Сезону су завршили на шестом мјесту, са пет побједа, два ремија и седам пораза. Године 1951. такмичио се у трећој квалификационој групи, у којој су још били Јединство из Херцег Новог, Арсенал, Могрен и Приморац из Бијеле. Остварио је двије побједе, обје против Могрена и није успио да се квалификује у лигу. Од јесени 1952. године, поново се прешло на систем такмичења на јесен и прољеће и Морнар је учествовао у квалификацијама за пласман у Републичку лигу за сезону 1952/53. У квалификацијама у Јужној регији, Морнар је завршио први, испред Јединства, Могрена и клуба Бокељска побуна из Бијеле и за улазак у Републичку лигу играо је бараж против побједника Средње регије — Младости из Титограда. Прва утакмица у Бару завршена је 1 : 1, након чега је Морнар у Титограду побиједио 5 : 0 и пласирао се у лигу. Играчи су у Бару дочекани као да су прваци свијета, а за награду приређена им је вечера у једној угоститељској радњи. За утакмице у лиги играчи нису били плаћени, а сами су и набављали копачке. На гостовањима су спавали по приватним кућама ако би људи хтјели да их приме, док су једном спавали на столицама на жељезничкој станици након чега су играли утакмицу ујутру. Анто Радовић је изјавио да није имао новца и да је доста пута био жељан да се наједе, а често је морао да се наједе мурви да не би био гладан. Морнар је сезону завршио на последњем мјесту, са једном побједом, два ремија и 11 пораза, а једину побједу остварио је у последњем колу, 4 : 1 против Искре.
У сезони 1953/54, клуб је имао бројне финансијске проблеме, због којих ни тренинзи нису одржавани редовно. Сезону је завршио на претпоследњем, седмом мјесту, са три побједе и девет пораза, а утакмице у Бару на стадиону Соколине пратило је доста гледалаца, док су голови били праћени блех музиком. У сезони 1954/55. многи старији играчи су завршили каријеру и Морнар је завршио на последњем мјесту, са три побједе и 11 пораза. Због слабих резултата нису се такмичили двије године, а у том периоду многи су почели да се баве гимнастиком, стоним тенисом, одбојком или атлетиком.

### 1956—1960: Бар
Пошто су остали без клуба, омладина из Бара почела је 1. априла 1955. изградњу стадиона. На њему су радили добровољно у смјенама шест мјесеци; нивелисали су терен, насули насип за трибине и помоћне објекте, али је онда почела изградња луке Бар и изградња стадиона је прекинута. Године 1956. Морнар који је престао да се такмичи и Слога Стари Бар спојили су се у један клуб — ФК Бар. Нови клуб је почео да се такмичи у сезони 1957/58. Републичка лига је била подијељена у три подсавеза, а у квалификацијама за пласман у првенство Јужне регије титоградског подсавеза, Бар је побиједио Могрен, за који су играла двојица фудбалера Будућности који су били на одмору у Будви. Првенство је почело пет клубова, Искра је одустала на почетку, док су Игало и Бар одустали од такмичења у прољећном дијелу сезоне и у лиги су остала само два клуба. У сезони 1958/59. клуб се такмичио у Которском подсавезу, многе утакмице нису биле одигране или су поништене, а након јесењег дијела сезоне, Бар је имао само три бода. У другом дијелу сезоне, одиграли су неколико утакмица, а титулу је освојио Арсенал, који се такмичио са побједницима друга два подсавеза за пласман у Републичку лигу Црне Горе. Током 1958. за Бар је почео да игра Данило Дано Делибашић, који је након двије године прешао у Ловћен, а касније се вратио у Морнар. Њега су играчи прогласили за најбољег фудбалера из Бара свих времена, а у његову част се одржава и меморијални турнир.
У сезони 1959/60. у оквиру Которског подсавеза, такмичио се и Ловћен, који је раније учествовао у Другој савезној лиги Југославије. На првих осам утакмица у сезони, Бар је забиљежио све поразе, уз гол разлику 3 : 31, а од Могрена је изгубио 11 : 3. Прве три утакмице у другом дијелу сезоне изгубио је службеним резултатом 3 : 0, јер нису играли, након чега су и званично иступили из лиге послије осмог кола.

### 1962—1972: Повратак у Републичку лигу
Након лоших резултата клуб су напустили бројни играчи и није се такмичио три године. Године 1962. на иницијативу бивших играча, међу којима су били Руца Перовић, Данило Делибашић и Анто Радовић, који су се вратили да играју, клуб се поново покренуо, вратио је старо име Морнар и почео је да се такмичи у Титоградском подсавезу. У сезони 1963/64. освојили су прво мјесто у подсавезу, без пораза. На утакмици последњег кола против Зоре у Спужу, играчи Зоре су ударали играче Морнара када лопта није била код њих, јурили су их по терену да би их ударили ногом или ошамарили. Морнар је побиједио, а након утакмице, навијачи и неколико играча Зоре почели су да ударају играче Морнара, један од њих је узвратио ударац, због чега је настала општа туча, коју су прекинули нападач Зоре и један члан управе. Након освојеног подсавеза, играли су са побједницима Бјелопољског и Которског подсавеза за пласман у Републичку лигу, али су изгубили у финалу од Арсенала. За ту утакмицу, Делибашић је замолио голмана Спасоја Чејовића да брани, који је 1962. због ударца копачком добио тумор и оперисао се. На утакмици, након што је судија свирао пенал за Арсенал, Радовић га је ударио песницом и утакмица је прекинута.
Сезону 1964/65. почели су са побједом против Зоре, након чега је на утакмици против Дечића, Делибашић добио црвени картон због напада на судију и кажњен је неиграњем на пет утакмица. На утакмици трећег кола, Анто Радовић и Слободан Петровић су напали судију, утакмица је регистрована службеним резултатом за Црвену стијену, а Радовић је дисквалификован доживотно. До краја јесењег дијела сезоне остварили су двије побједе и два пораза и завршили су на петом мјесту. У прољећном дијелу сезоне, многе утакмице нису одигране, док су неке понављане више пута. Дечић је завршио на првом мјесту, а Зора је испала из подсавеза, у који се пласирала Слога из Старог Бара. У том периоду играчи нису имали новца, голман Чејовић је играо у једној копачки број 40 и у једној број 41; обућар му је стављао по два ексера умјесто крампона, а као дрес носио је вунену мајицу жуте или плаве боје. На утакмице у Котору ишли су камионом, по макадаму, а дешавало се да играчи због тога повраћају прије утакмице. На утакмице у Плаву и Рожајама ишли су аутобусом и пресвлачили су се већ кад би аутобус дошао до Иванграда јер су стизали мало прије почетка утакмице.
Сезону 1965/66. почели су са двије побједе од 9 : 0, након чега нису имали новца да иду на гостовање Челику у Никшићу и из управе су одлучили да не иду. Фудбалери су хтјели да иду да играју, позајмили су од познаника 50.000 динара, отпутовали су на утакмицу и изгубили. На утакмици у Плаву, навијачи су праћком гађали играче, неки су били одмах иза гола и косијером су пријетили голману Чејовићу да пусти гол; Делибашић му је говорио да га пусти, али он није хтио. Утакмица против Графичара у Титограду играна је по блатњавом и влажном терену због чега је лопта била тешка, а приликом једног слободног ударца, играч Графичара је погодио лоптом у главу Вучка Славковића, који је пао у несвијест. У првом колу прољећњег дијела сезоне, утакмица између Морнара и Слоге из Старог Бара прекинута је у 56. минуту због туче гледалаца. Поново је одиграна 31. марта пред око 1.600 гледалаца и Морнар је побиједио 9 : 2. Пред последње коло Морнар је био трећи на табели и имао је бод мање од Спужа, са којим је играо у последњем колу. Морнар је повео 2 : 0, а гостујући играч, због незадовољства, ударио је судију у 82. минуту и утакмица је регистрована службеним резултатом 3 : 0 за Морнар, који је тако освојио друго мјесто и кроз квалификације се пласирао у Републичку лигу први пут након више од десет година.
На почетку сезоне сезоне 1966/67. било је неизвјесно хоће ли се Морнар такмичити у Црногорској лиги због недостатка новца. Из клуба су молили и општину и привредне организације, али нико није могао да им помогне. Играчи нису имали тренера, нису тренирали редовно, а терен није био сређен. Пред сам почетак сезоне обезбиједили су средства и могли су да се такмиче у лиги. У другом колу, изгубили су кући од Бокеља 4 : 2; у 80. минуту, судија је поништио гол Морнара за 4 : 3, након што му је помоћни судија рекао да је лопта била изашла у аут. Дошло је до нереда, а послије утакмице, неко је напао помоћног судију и делегат је истакао да је организација лоша и да у Бару нема ни основних услова за одигравање утакмица Републичке лиге. На утакмицу против Искре у Даниловграду, отпутовали су са десет играча и побиједили су 3 : 2. На утакмици против Арсенала у Бару, Делибашић није почео утакмицу, сједио је иза гола блијед и са великом температуром, а то је била прва утакмица послије три године коју он није почео. Након повика публике, која је узвикивала „Дано, Дано“, ушао је у игру у 38. минуту и Морнар је побиједио. У претпоследњем колу, Морнар је побиједио Спуж 4 : 1, Делибашић је постигао два гола и уписао двије асистенције. Током сезоне, почела је употреба пиротехничких средстава, које су поморци донијели у Бар, а током утакмице против Спужа, гледаоци су константно бацали петарде. Морнар је сезону завршио на петом мјесту, са десет побједа, три ремија и осам пораза, бод иза Челика, док је титулу освојио Титоград.
Пред почетак сезоне 1967/68. Друга лига Југославије је преуређена, имала је четири групе, а из Републичке лиге у Другу лигу пласирали су се прва три клуба. Данило Делибашић је преузео улогу тренера, припреме су трајале мјесец дана, а на сваком тренингу било је минимум 20 играча. На утакмици против Језера у Плаву, Морнар је повео голом Светозара Вујовића; у 97. минуту, судија је досудио пенал за Језеро, Бујић је одбранио, али је судија наредио да се поново изведе и Језеро је изједначило, након чега је свирао крај утакмице. Морнар је сезону завршио на четвртом мјесту, бод мање од Јединства и пласмана у Другу лигу. На утакмици претпоследњег кола, дебитовао је голман Драган „Бака“ Стојановић, који је на прва три минута примио два гола и замијењен је послије пет минута. Касније је Стојановић постао један од најбољих голмана у историји Морнара. На љето 1968. на утакмици против Будућности, за коју је бранио Бранко Бујић, бивши голман Морнара, Анто Радовић је завршио каријеру. Након 20 минута, судија је прекинуо утакмицу како би Радовић отрчао почасти круг на стадиону, а затим је скинуо дрес са бројем 5 и предао га сину Јовану. Утакмица је завршена резултатом 1 : 1, а за Морнар је Бато Крцаловић постигао гол директно из корнера. Током сезоне 1968/69, клуб је имао финансијских проблема. Играчи су играли у позајмљеним патикама, имали су само по два дреса, а на гостовања су ишли плаћајући трошкове својим новцем. Анто Вицковић је постављен за тренера, а пред почетак сезоне освојили су Куп Титоградског подсавеза, док су клуб напустила два најбоља играча: Делибашић је прешао у Челик, а Радован Бокан у Сутјеску.  Без њих двојице, Морнар је играо промјењиво и завршио је на деветом мјесту на табели.
На почетку сезоне 1969/70. Делибашић се вратио у клуб. Сезону су почели са три побједе, након чега су изгубили од Бокеља кући. У наставку сезоне, Морнар је био и на првом мјесту на табели, али је у финишу изгубио неколико утакмица и завршио је на трећем мјесту са 28 бодова, пет мање од другопласираног Бокеља који се пласирао у Другу лигу. Слободан Машановић је постигао десет голова и био је један од најбољих стријелаца лиге.
На почетку сезоне 1970/71. Морнар је био у лошој финансијској ситуацији, дуго времена се није знало ко ће водити клуб и да ли ће се уопште такмичити, али су нашли средства. У седмом колу, против Јединства у Бару, играчи Морнара су при резултату 1 : 0 за Јединство, у 65. минуту напали судију, који је прекинуо утакмицу и регистрована је службеним резултатом 3 : 0 за Јединство, а Морнар је кажњен са забраном играња утакмица у Бару на четири мјесеца, због чега је као домаћин играо у Котору. На утакмици против Арсенала у Тивту у 8. колу, играчи Морнара су поново напали судију у 41. минуту и поново је утакмица регистрована службеним резултатом, 3 : 0 за Арсенал. У последњем колу, на гостовању против Рудара из Пљеваља, при резултату 1 : 0 за Рудар, играчи Морнара су у 22. минуту напали судију, због чега је утакмица прекинута и регистрована је службеним резултатом 3 : 0 за Рудар. Сезону су завршили на петом мјесту, са 22 бода. Сезону 1971/72. завршили су на четвртом мјесту, након чега је лига од сезоне 1972/73. проширена на 14 клубова. На утакмици против Горштака, Вујовић је провоцирао голмана Горштака, добацујући му лопту и говорећи да може да је додирне само кад је вади из гола, због чега је он почео да га јури по терену и добио је црвени картон. Прије утакмице против Могрена кући, Морнар је био први на табели, а Могрен последњи. Морнар је водио 1 ; 0, а у 86. минуту судија је свирао фаул за Морнар, након чега га је капитен Морнара — Слободан Машановић, опсовао и добио је црвени картон. Машановић је пришао судији и ухватио за грло, након чега су пришли и остали играчи Морнара, а на терен су ушли и навијачи како би напали судију. Судија је пао на земљу, гдје је ударан, а извукли су га чланови управе клуба, који су га одвели у клупске просторије до доласка полиције и хитне, гдје је установљено да је добио тешке тјелесне повреде. Утакмица је регистрована службеним резултатом 3 : 0 за Могрен, а Морнар је након тога играо слабије и завршио је сезону на четвртом мјесту, три бода мање од првопласиране Искре и два бода мање од другопласираног Петровца, који су се пласирали у Другу лигу.

### 1973—1979: Испадање у подсавез
У сезони 1973/74. лига је проширена на 16 клубова. Морнар је завршио на 15. мјесту, са 19 бодова и испао је из лиге. Након испадања у Титоградски подсавез бројни играчи су отишли, а тренер Славковић је саставио тим углавном од младих играча. Морали су да позајмљују лопте и патике и за тренинге и за утакмице, а од другог дијела сезоне 1974/75. утакмице као домаћини играли су у Улцињу. Сезону су завршили на трећем мјесту, са 27 бодова. У сезони 1975/76. Радован Бокан је постављен за тренера. Јесењи дио сезоне завршили су на другом мјесту, бод иза Дечића, а у другом дијелу су били домаћини Дечићу и Црвеној стијени, који су им били главни конкуренти за прво мјесто. На утакмици против Црвене стијене, Вујовић је постигао свих пет голова у побједи од 5 : 0. Морнар је побиједио и Дечић, али је ремизирао против Улциња и завршио је сезону на другом мјесту, са истим бројем бодова као Дечић, али са лошијом гол разликом.
У сезони 1976/77. Морнар је играо слабије у првом дијелу сезоне, док су у другом дијелу остварили скоро све побједе. На утакмици против Партизана из Подгорице, у побједи од 9 : 1, Светозар Вујовић је постигао седам голова. Морнар је на крају завршио на другом мјесту, иза Забјела, а постигли су највише голова у лиги, 15 више од Забјела. После четири године такмичења у Титоградском подсавезу лига је преуређена и Морнар је пребачен да се такмичи у Которском подсавезу од сезоне 1978/79. када је Данило Делибашић поново био тренер. Коло прије краја, Бока је имала бод предности испред Таре и Морнара. У последњем колу, Морнар је побиједио, док је Бока изгубила од Таре на Цетињу и Морнар и Тара су завршили са по 26 бодова, због чега се играла мајсторица у Котору. Драгишић је постигао гол за Морнар у 86. минуту, након чега је минут касније добио црвени картон, а у 88. минуту је дошло до опште туче и утакмица је прекинута. Такмичарска комисија је регистровала утакмицу 1 : 0 за Морнар јер су у тучи учествовали играчи из оба тима, чиме је Морнар постао првак и пласирао се у Републичку лигу. Драгишић и Јеленић су кажњени са забраном играња од годину дана, Стијеповић са забраном играња на шест утакмица, а Драган Никезић са двије утакмице; Јеленић и Драго Милић, који су напали судије, искључени су из фудбалске организације.

### 1980—1989: Од подсавеза до Међурепубличке лиге
У сезони 1979/80. Морнар је утакмице као домаћин играо на ограђеној ливади, поред које су направљене свлачионице како би могли да се такмиче у Републичкој лиги. Сезону су завршили на 11 мјесту од 14 клубова, са 24 бода, а разлика између трећег и 14 мјеста била је шест бодова, док је Морнар завршио бод испред Улциња који је испао из лиге. На почетку сезоне 1980/81. Станислав Мартиновић је постављен за тренера, а Радован Бокан за помоћника. У клуб су дошли Петар Никезић из Иванграда, који је сезону 1979/80. завршио као најбољи стријелац лиге и Драган Стојановић, који се вратио из Петровца. Такође, Перо Драгишић и Слободан Јеленић су се вратили након једногодишње забране играња и Морнар је уз Могрен, Текстилац и Рудар био фаворит за титулу. У првом дијелу сезоне, Морнар је био при врху, али је сезону завршио на седмом мјесту, након што је у другом дијелу сезоне остварио само једну побједу. У сезони 1981/82. Мартиновићу се придружио Александар Милић, бивши играч Морнара, као помоћни тренер. Из јуниорског тима првом тиму прикључио се Жељко Лекић, који је брзо постао стандардан у стартној постави, а из клуба је отишао само Предраг Вујачић. На утакмици против Рудара у Пљевљима, након што се повриједио голман, Жељко Калуђеровић је на наговор Делибашића стао на гол. Утакмица је завршена 0 : 0, Калуђеровић је проглашен за играча утакмице, након чега је наставио да игра на позицији голмана. Морнар је сезону завршио на осмом мјесту, са 27 бодова и девет остварених побједа.
У сезони 1982/83. играчи су касно почели са припремама, па су у последњој недељи пред почетак првенства тренирали два пута дневно како би били у форми. Након лошег почетка сезоне, Мартиновић је поднио оставку на мјесто тренера после седмог кола, а замијенио га је Делибашић. Морнар је био у зони испадања, али је са шест побједа заредом на крају првенства обезбиједио опстанак. Сезону 1984/85. завршили су на 13. мјесту, а опстанак су обезбиједили са неколико побједа у финишу сезоне, од којих је пресудна била побједа против Титекса у Титограду 1 : 0, а гол је постигао Милановић у 5. минуту. Борис Маровић је постављен за тренера на крају јесењег дијела сезоне, а предсједник клуба — Новица Вучковић, објавио је да ће изградња новог стадиона почети у септембру 1984. године, чиме ће Морнар престати да игра на стадиону „Маџарица“, на којем је играо преко десет година. У сезони 1984/85. Карло Запушек је постављен за тренера. Он је због лоших резултата поднио оставку, али се после једног кола вратио. Морнар је у прољећном дијелу сезоне утакмице као домаћин играо у другим градовима због изградње стадиона, а сезону је завршио на 14 мјесту са 29 бодова, а поразом у последњем колу испао је из лиге. Разлика између четвртог и четрнаестог на табели била је два бода и да је Морнар побиједио у последњем колу, завршио би на четвртом мјесту.
Прије почетка сезоне 1985/86. Василије Милошевић је постављен за тренера, док је за новог предсједника клуба изабран Стеван Поповић. Донесена је одлука да се никоме не дозволи да напусти клуб, док су из Слоге из Старог Бара дошли Дабовић и Бољевић. Након првих пријатељских утакмица у јуну и јулу, Милошевић је изабрао 14 фудбалера које је повео на припреме у Италију, док су остали, са неколико фудбалера Слоге и Луке Бар, отпутовали у Долово гдје су учествовали на турниру у част 60 година постојања фудбалског клуба Долово. На припреме у Италији, гдје су учествовали на седмом турниру Калчо Европа, кренули су 1. августа 1985. у 22.00 сата трајектом Свети Стефан за Бари, гдје су стигли у 6 сати ујутру, након чега су се пребацили до Акорије, близу Фође, гдје су се смјестили у хотел. Прву утакмицу на турниру одиграли су против Бовина и побиједили су 6 : 2, а три гола постигао је Небојша Рађеновић. У пријатељској утакмици изгубили су од Ћеринела 1 : 0, након чега су побиједили Пони у другој утакмици на турниру 4 : 1 и Свету Агату 3 : 1 и пласирали су се у полуфинале, гдје су побиједили Вестфалију киндерхаус из Њемачке 6 : 1. У финалу турнира побиједили су Акадију 2 : 1, а гол за побједу постигао је Лекић у 96. минуту, у продужецима. У Бар су се вратили 13. августа. Играчи који су остали у Бар, отворили су нови стадион, који је назван Тополица, 2. августа, пријатељском утакмицом против Будућности. Андрија Перовић, унук Андрије Перовића који је донио прву фудбалску лопту у Бар, донио је лопту на терен, док је почетни ударац извео Анто Радовић, који је 25 година играо за Морнар. Будућност, која је играла Прву лигу Југославије у сезони 1985/86. побиједила је 4 : 1. Морнар је остварио све побједе у првом дијелу сезоне, након чега су отишли на припреме у Кикинду, гдје су играли велики број пријатељских утакмица. Сезону су завршили на првом мјесту, са 19 побједа и једним ремијем и пласирали су се у Републичку лигу. Најбољи стријелци били су Жељко Лекић, Небојша Рађеновић и Боро Раичевић, који су постигли по 12 голова.
На почетку сезоне 1986/87. у клуб је дошао Младен Вукићевић из Зете. Морнар је у Бару играо пријатељску утакмицу против Олимпијско универзитетске репрезентације Југославије и изгубио је 8 : 1, а Лекић је постигао једини гол. Сезону су завршили на четвртом мјесту, са 48 постигнутих голова, што је било највише у лиги. Скендер Бишевић је са 13 голова био најбољи стријелац лиге, док је Лекић са десет голова био четврти стријелац. Петар Стојановић је проглашен за најбољег десног бека лиге, Ненад Вучковић за најбољег лијевог бека, а Бишевић за најбољег нападача. Жељко Калуђеровић је проглашен за трећег најбољег голмана, а Ненад Милошевић за трећег најбољег играча на позицији лијевог крила. На почетку сезоне 1987/88. отишли су многи играчи у Слогу из Старог Бара, а међу њима је био и Лекић. Прва утакмица између Морнара и Слоге завршена је 3:3, а сва три гола за Морнар постигао је Пепђоновић. У првом дијелу сезоне, клуб није освојио ни 50 посто бодова, а на ванредној конференцији која је одржана 20. јануара, Петар Перовић је изабран за предсједника клуба, док је Милошевић поднио оставку на мјесто тренера, а замијенио га је Александар Милић. Клуб су напустили и двојица најбољих играча, Калуђеровић и Бишевић, а циљ је био да се заузме четврто или пето мјесто. Крајем фебруара, Партизан је гостовао у Бару, гдје је одиграо пријатељске утакмице против Морнара и Слоге, са циљем популаризације фудбала. Партизан је побиједио Морнар 3 : 1, за који је Пепђоновић постигао једини гол, а утакмицу је пратило око 4.000 гледалаца. Сезону су завршили на шестом мјесту, бод иза Игала, након лоших резултата у финишу сезоне. Фудбалска такмичења у Југославији су преуређена, основана је Међурепубличка лига која је била трећи степен такмичења, док је Републичка лига Црне Горе постала четврти степен такмичења. У Републичку лигу се пласирала и Лука Бар, клуб који је основан 1984. док је Слога испала у подсавез. На почетку сезоне 1988/89. фудбалски савез Југославије донио је одлуку да се укине могућност да се утакмице заврше неријешено, како би избјегли могуће намјештање. На утакмицама које су биле завршене неријешено, изводили су се једанаестерци, а клуб који је побиједио на тај начин добијао је један бод. Прије почетка првенства у клуб су се вратили Дабовић, Лекић, Вучковић и Јелић, док је након молби управе, голман Радован Бујић одлучио да се врати, након што је претходно хтио да заврши каријеру. Клуб су напустили Вучетић, Андријашевић и Стојановић, који су отишли у Луку Бар, а Милић је играче одвео на припреме у Праг. На крају јесењег дијела сезоне, Морнар је био први на табели, два бода испред Луке Бар, док је у првом колу прољећног дијела сезоне изгубио од Луке Бар 3 : 1, због чега је на мјесто тренера доведен Димитрије Митровић. На крају су завршили први на табели, са 19 побједа и четири пораза, уз пет ремија, од којих су двије утакмице побиједили на пенале, освојивши тако по први пут Републичку лигу и пласирали су се у Међурепубличку лигу, чиме су остварили највећи успјех у историји клуба. Многи су истакли да је Морнар те сезоне играо најљепши фудбал у историји клуба.
На почетку сезоне 1989/90. у клуб су дошли најбољи играчи Луке Бар — Радован Ђурановић и Велиша Вуковић, као и Василије Калезић из Искре, Ђорђе Чолић из Рибнице и Башановић из ФАП-а. У првом дијелу сезоне, на 17 утакмица освојили су 17 бодова, док су у другом дијелу сезоне на 17 утакмица освојили 14 бодова и завршили су на шестом мјесту на табели, док је титулу освојила Будва и пласирала се у Другу савезну лигу. Пред почетак сезоне 1990/91. отишли су Шћепановић, Драгаш, Радуновић, Шофранац и Потпара, док је Бујић завршио каријеру. Из Будве су дошли Хоџић, Вејиновић и Баошић, док су дошли још Перовић, Мараш, Скробановић и Жарић. У првих шест кола, Морнар је освојио само три бода, након чега је у седмом колу побиједио Рудар из Какња. Послије те утакмице играли су боље, а због фер плеја и понашања током утакмица, навијачи у Красници, Горажду, Високом и Опузену, аплаудирали су играчима Морнара иако су изгубили. Сезону су завршили на петом мјесту.

### 1990—1996: Распад Југославије и пласман у Другу лигу
Пред почетак сезоне 1991/92. клубови из Хрватске и Словеније напустили су такмичења у оквиру Југославије, док су у другом дијелу сезоне то урадили и клубови из Босне и Херцеговине и Македоније. Међурепубличка лига је расформирана, а умјесто ње је покренута Трећа лига. На мјесто тренера доведен је Александар Милић, док је касније, због лоших резултата, ангажован Драган Шаковић. Сезону су завршили на 15 мјесту од 18 клубова, са 25 бодова и испали су у Републичку лигу Црне Горе, у четврти степен такмичења. Због испадања, предсједник и потпредсједник Морнара — Петар Перовић и Предраг Ђуришић, који су у клубу били више од десет година, поднијели су оставку, а за тренера је доведен Василије Милошевић, умјесто Шаковића. У априлу 1992. након распада СФР Југославије, формирана је Савезна Република Југославија, коју су чиниле Србија и Црна Гора, након чега је Републичка лига Црне Горе постала трећи степен такмичења. На почетку сезоне 1992/93. у клуб су дошли бројни играчи из Луке Бар, као и из Слоге. Због лоших резултата, старији играчи, међу којима су били Вукићевић, Вучковић, Калуђеровић и Лекић, су штрајковали, а управа их је суспендовала назвавши их уцјењивачима. На крају првог дијела сезоне, Божидар Петрановић је отишао у Луку Бар, док су Љутица и Мирковић отишли у Могрен. Морнар је сезону завршио на последњем мјесту, са пет побједа, два ремија и 19 пораза, са освојених 12 бодова и испао је у подсавез.
Због лоше финансијске ситуације, Лука Бар је престала да се такмичи и донесена је одлука да се споје Лука Бар и Морнар, који је тако опстао у Републичкој лиги, заузевши позицију Луке Бар, која је претходну сезону завршила на трећем мјесту. За тренера је постављен Драган Стојановић, док је Милошевић преузео функцију директора клуба. Осим играча из Луке Бар, у клуб се вратио и голман Жељко Калуђеровић, који је 1991. са Црвеном звездом освојио Куп шампиона, док је из Будућности у прољећњем дијелу сезоне дошао Саша Ивановић. Морнар је сезону 1993/94. завршио на другом мјесту, иза Искре, захваљујући чему је играо бараж за пласман у Другу Б лигу. Скендер Бишевић је завршио сезону на трећем мјесту листе стријелаца, са 25 постигнутих голова. У првом колу баража, Морнар је побиједио Жупу 4 : 2 у првој утакмици, док је у реваншу изгубио 2 : 1 и пласирао се у друго коло, гдје је изгубио од Борца из Бањалуке 7 : 1 у гостима и 1 : 0 у реванш утакмици у Бару. На почетку сезоне 1994/95. дошао је велики број играча, док је међу онима који су отишли био и Бишевић, који је отишао у Нови Пазар. Са 23 побједе, седам ремија и четири пораза, Морнар је освојио другу титулу првака црногорске лиге, испред Младости и по први пут у историји пласирао се у Другу лигу. У финалу Купа Црне Горе, на стадиону Под Горицом, Морнар је побиједио Црвену стијену 2 : 0 и освојио је дуплу круну, а прије почетка финала, члан извршног одбора фудбалског савеза Црне Горе — Душко Марковић, уручио је Морнару пехар за освојену титулу првака Црне Горе.
Друга савезна лига била је подијељена на двије групе са по десет клубова, у којима се играо јесењи и прољећни дио. Четири најбоља клуба из групе Б на крају јесењег дијела пласирали су се у Групу А, док су четири најслабија из групе А испала у групу Б, гдје су играли у прољећном дијелу сезоне. Морнар је почео сезону у Б групи, а због бројних недостатака на стадиону Тополица, утакмице као домаћин играо је у другим градовима. Након четири кола имао је све поразе, због чега је Стојановић поднио оставку на мјесто тренера, као и његов помоћник Бранко Давидовић, а умјесто њега дошао је Бранко Милачић. Током сезоне, клуб није имао опреме ни других услова за рад, а сезону је завршио на последњем мјесту, са осам бодова и испао је из лиге.

### 1997—2005: Од регије до Друге лиге
Након испадања из Друге лиге, клуб је напустила већина играча, остали су само Баошић, Зејак, Јововић и Ратковић. За тренера је доведен Младен Вукићевић, док су му помоћници били Жељко Калуђеровић и Ненад Вучковић. Из других клубова вратили су се бројни играчи, међу којима су били Растодер, Лекић, Распоповић, Петрановић, Бојбаша и Вујачић. На крају првог дијела сезоне, Морнар је био на шестом мјесту, са 22 бода, 14 више од последњег Братства, док је у другом дијелу сезоне освојио само девет бодова и завршио на последњем, 16 мјесту и испао у Јужну регију, четврти степен такмичења. Пред почетак сезоне 1997/98. Марко Милошевић је изабран за предсједника клуба, док је за тренера доведен Светозар Вујовић, чији су помоћници били Велизар Мердовић, Боро Раичевић и Жарко Вукчевић. Сезону у регији завршили су на четвртом мјесту.
На почетку сезоне 1998/99. директор Луке Бар — Младен Мирановић именован је за предсједника скупштине клуба, док је Драган Никезић, бивши капитен Морнара, именован за предсједника управног одбора. Драган Божовић је постављен за директора клуба, док је Вујовић остао тренер. У клубу је остало само пет сениора, док су првом тиму прикључени кадети и омладинци. Сезону су завршили на трећем мјесту, иза Арсенала и Румије, са 11 побједа и пет ремија, чиме су обезбиједили бараж за улазак у Црногорску лигу са другопласираним клубом из Сјеверне регије. У баражу играли су против Пљеваља; прва утакмица завршена је 2 : 2, док су реваншу изгубили 3 : 2 и остали су у Јужној регији. У финалној утакмици првенства Црне Горе за пионире, Морнар је побиједио Будућност 2 : 1 и 1 : 0 и освојио прву титулу првака Црне Горе. Финале првенства СР Југославије за пионире није одржано због НАТО агресије на СР Југославију и Морнар је проглашен за првака државе. У сезони 1999/2000. за тренера је доведен Брајан Ненезић, бивши играч Сутјеске, чији су помоћници били Жељко Лекић и Ненад Вучковић, док су у клуб дошли Миљеновић и Николић. Морнар је сезону завршио са свим побједама, са 84 постигнута и без иједног примљеног гола, поставивши рекорд у такмичењима у Црној Гори, чиме је обезбиједио пласман у Црногорску лигу. Веско Дрпљанин је био најбољи стријелац тима са 18 постигнутих голова, док је Миљеновић постигао 13, а Никезић шест.
У сезони 2000/01. Морнар је освојио Црногорску лигу по трећи пут, са 28 побједа, пет ремија и једним поразом, пласиравши се у Другу лигу по други пут у историји. Сезону су завршили са 106 постигнутих голова, чиме су поставили рекорд лиге. У првом дијелу сезоне, Морнар је у градском дербију побиједио Румију 2 : 0 на Тополици, а утакмици је присуствовало око 2.500 гледалаца. На осам кола до краја, Ненезић је поднио оставку на мјесто тренера, а до краја сезоне тренер је био Вучковић. Дејан Распоповић је одиграо свих 34 утакмице, док је најбољи стријелац тима био Борис Љутица са 15 постигнутих голова. Друга лига СР Југославије била је подијељена у четири зоне. До сезоне 2000/01. клубови из Црне Горе такмичили су се у оквиру зоне Запад, са клубовима из Србије, након чега је формирана зона Југ само за клубове из Црне Горе. Пред почетак сезоне 2000/01. у клуб су дошли Игор Драгутиновић и Дејан Рабреновић из Будућности, Горан Вукадиновић из Сутјеске, као и неколико играча из Румије, док је из Спартак Суботице на позајмицу дошао Јован Стојановић; на мјесто тренера је доведен Слободан Кустудић. Морнар је сезону почео побједом 2 : 0 против Забјела кући, а на утакмици је присуствовало преко 3.000 навијача, након чега је изгубио у гостима од Будућности 1 : 0. На крају првог дијела сезоне, Далибор Николић је отишао у ОФК Београд, Дејан Рабреновић у Чукарички, Александар Ковач у Раднички Ниш, док су дошли Игор Луковац, Ранко Радоњић и Никола Жигић, који је на двојну регистрацију прво наступао за ОФК Бар. Најубједљивију побједу Морнар је остварио у 27. колу, 9 : 0 кући против Ибра. Сезону је завршио на трећем мјесту, иза Могрена и Будућности, са 19 побједа, три ремија и 11 пораза. Постигли су 69 голова, највише у лиги; Ненад Ненезић је са 21 постигнутим голом био најбољи стријелац лиге, док је Жигић постигао 15 голова. Утакмице Морнара на Тополици биле су најпосјећеније у оквиру зоне Југ.
На почетку сезоне 2002/03. у клуб су дошли Александар Мајић из Сутјеске, Оливер Мердовић из Зете, Обрен Сарић из Младости Лучана, Милош Ђалац из Црвене стијене, Владимир Лепосавић из Железника, Вишњић из Будућности и Вујачић из Петровца, док је Луковац отишао у Будућност, а Жигић у Колубару. За тренера је доведен Никола Вукославчевић, бивши фудбалер Будућности и Војводине. Сезону су почели поразом на гостовању против Кома 2 : 1, док су у првих шест кола остварили само једну побједу, због чега су смијенили тренера. За новог тренера доведен је Младен Вукићевић, који је био радно ангажован у фудбалском савезу Црне Горе, због чега је могао да води само тренинге, а током утакмица сједио је на трибинама. На крају првог дијела сезоне остварили су само пет побједа, а клуб су напустили бројни играчи, међу којима су били Сарић, Мајић и Љутица, док су дошли Шилер из Севојна, Марчић из Будућности, Блажић из Кома, Томашевић и Раковић из Забјела, Раичковић из Тополе и Мартиновић из Ловћенца. Сезону су завршили на петом мјесту, са 13 побједа, осам ремија и 12 пораза; најбољи стријелац тима био је Милош Ђалац са 14 голова. У Купу Црне Горе, Морнар је у осмини финала побиједио Беране 2 : 0, док је у четвртфиналу изгубио од Јединства 3 : 1.
На дан 4. фебруара 2003. формирана је државна заједница Србија и Црна Гора умјесто СР Југославије, због чега је лига преименована у Другу лигу Србије и Црне Горе — Југ. Од сезоне 2003/04. зона Југ је смањена са 12 на 10 клубова и играло се у четворокружном систему. Пред почетак сезоне отишло је 13 фудбалера, међу којима Ђалац и браћа Ненезић, док је дошло девет нових играча, међу којима су били Жељко Ћетковић из Будућности и Далибор Николић из ОФК Београда, док се Никола Симовић вратио из омладинаца Војводине, гдје је био пола године, након што је претходно дебитовао за први тим Морнара са 16 година, када је Кустудић био тренер. Због лоше финансијске ситуације цијеле припреме су одрадили у Бару, гдје су тренирали и два пута дневно, а играли су и пријатељску утакмицу против Ловћена која је завршена 1 : 1. У првој утакмици у сезони, изгубили су од Будућности 5 : 0 кући, док су прву побједу остварили у трећем колу, против Могрена 2 : 0 кући. На крају првог дијела сезоне, Морнар је имао низ од седам утакмица без побједе, а у последњем колу изгубио је од Јединства 5 : 1. Прије почетка другог дијела сезоне, клуб су напустили тренер Вукићевић, капитен Рудолф Марчић, Никола Симовић, Никола Франовић, Милош Радуловић, Мрваљевић и Љутица, док је дошло неколико играча, међу којима су били Саша и Игор Петровић, а Ђалац се вратио на позајмицу. За тренера је доведен Бранко Јелић, који је почео припреме, а од старе управе клуба једини је остао секретар Светозар Јоветић. У наставку сезоне нису побиједили на прве четири утакмице, чиме су продужили низ на 11 утакмица без побједе, након чега су побиједили Грбаљ 3 : 2 у 23. колу. Утакмица 33. кола, између Морнара и Петровца у Бару, прекинута је у 68. минуту при резултату 0 : 1, након што су играчи Морнара напали судију и регистрована је службеним резултатом 0 : 3. На крају сезоне Морнар је опет имао низ од осам утакмица без побједе и сезону су завршили на деветом мјесту, са само шест побједа и морали су да играју бараж за опстанак против Ловћена. У првој утакмици баража, Морнар је побиједио 2 : 0 головима Дурковића и Ђалца, док је у реваншу изгубио 1 : 0 и опстао је у лиги.
Прије почетка сезоне 2004/05. укинуте су зоне у оквиру Друге лиге и она је била подијељена на двије групе: Прву лигу Србије и Прву лигу Црне Горе. Радна група, чији је предсједник био Предраг Ђуришић, успјела је да организује сједницу Скупштине клуба, на којој је за предсједника изабран Гаврило Радуловић. У клуб су се, као највећа појачања, вратили браћа Дејан и Марко Ненезић, док су дошли још Дацић, Симић и Радуловић. У првом колу, изгубили су у гостима од Дечића 3 : 0. У другом колу побиједили су Грбаљ 1 : 0, након чега су имали пет пораза заредом, због чега је на сједници управног одбора смијењен Јелић, а на мјесто тренера доведен је Дејан Мијатовић, који је претходно био тренер у млађим категоријама ОФК Београда и Партизана. На истој сједници, за новог секретара постављен је Милорад Вујошевић. У првом дијелу сезоне остварили су само пет побједа, због чега је Мијатовић поднио оставку, а за новог тренера доведен је Петар Љумовић, бивши тренер Будућности. Бивши играчи клуба — Рудолф Марчић и Никола Вуковић, напустили су Могрен као слободни играчи, али се нису договорили са управом Морнара. Након лоших резултата на почетку другог дијела сезоне, када су били без побједе на првих пет кола, Љумовић је поднио оставку, а за новог тренера постављен је Драго Ковачевић, бивши тренер и Будућности и Сутјеске. У првом мечу на којем је био тренер, ремизирали су у гостима против Младости 1 : 1, након чега су остварили прву побједу у прољећном дијелу сезоне, кући против Рудара 1 : 0. У последњем колу, побиједили су Петровац у гостима 1 : 0 и завршили су сезону на деветом мјесту, бод испред Младости која је испала у Другу лигу и обезбиједили су бараж. У баражу играли су против Гусиња; прва утакмица завршена је 1 : 1, док је Морнар у реваншу побиједио кући 1 : 0 и опстао је у лиги.

### 2006—2008: Независност Црне Горе и испадање у Трећу лигу
На почетку сезоне 2005/06. Василије Милошевић је постављен за техничког директора, док је за тренера доведен Веселин Пековић. На припреме су отишли у Ивањицу, гдје су остали десетак дана и одиграли неколико пријатељских утакмица. Побиједили су Будућност из Ариља 4 : 2, док су изгубили од Слоге из Пожеге 2 : 1, од Јавор хабитфарма 7 : 0 и од Драгачева 3 : 2. Клуб су напустили браћа Дејан и Марко Ненезић, који су отишли у Млади радник, Иван Машановић који је прешао у Партизан, Еди Рустемовић у Борац из Чачка, као и Радоња Раковић, који је прешао у Младост из Подгорице. У клуб је дошао велики број играча, међу којима су били Обрен Сарић, Бранко Мирковић, Вук Милић, као и Предраг Јоветић, који се активирао након паузе од три године. У првом колу, изгубили су у гостима од Могрена 2 : 0. Прву побједу остварили су у деветом колу, док су први дио сезоне завршили са само четири побједе, због чега је Пековић поднио оставку на мјесто тренера, а за новог тренера доведен је Душко Влаисављевић. Вратили су се браћа Ненезић, а дошли су још нападач Бранимир Јанковић, који је прошао млађе категорије Партизана, као и голмани Жељко Кузмић и Иван Поповић, док су отишли Станић, Вуковић, Дивановић, Николић, Ункашевић, Мирковић и Главановић. У клубу су сматрали да ће 28 бодова да им буде довољно за опстанак. У првом колу прољећњег дијела сезоне, на гостовању против Могрена, играчи Морнара су напустили терен у 87. минуту, при резултату 2 : 1, након што је главни судија три пута мијењао своју одлуку и утакмица је регистрована службеним резултатом 3 : 0. Два кола прије краја, Морнар је био на последњем мјесту, три бода иза Бокеља, након чега су остварили побједу и реми, док је Бокељ изгубио обје утакмице и завршили су на деветом мјесту, са девет побједа, седам ремија и 20 пораза, бод испред Бокеља, што је доносило бараж. На дан 21. маја 2006. Црна Гора је на референдуму постала независна држава, због чега је Прва лига Црне Горе постала први степен такмичења у Црној Гори. Из Јужне регије су тражили да новооснована лига има 14 или 16 клубова, али је Фудбалски савез Црне Горе одлучио да буде 12 клубова, седам првопласираних из сезоне 2005/06. три клуба која су учествовала у Суперлиги Србије и Црне Горе, побједник Друге лиге за сезону 2005/06. као и побједник баража између осмопласираног клуба из Прве лиге и другопласираног клуба из Друге лиге, због чега је Морнар испао у Другу лигу.
Након испадања у Другу лигу, предсједник управног одбора — Гаврило Радуловић, поднио је оставку, док је клуб напустио велики број играча и двије недеље пред почетак првенства, није се знало хоће ли се такмичити. Прије почетка сезоне 2006/07. највећи фаворити за титулу и пласман у Прву лигу били су Ловћен, Бокељ и Црвена стијена. Морнар је у првом колу побиједио Братство 2 : 0, након чега су изгубили двије утакмице заредом, па су побиједили Црвену стијену у гостима 3 : 2. Први дио сезоне завршили су на осмом мјесту, са 19 бодова. У паузи, управа клуба потписала је спонзорски уговор са руском компанијом Gas Line Montenegro, која је преузела финансирање такмичења за све категорије, измирила сва дуговања, исплатила играче, купила нови аутобус за превоз играча и нову опрему. Након потписивања уговора, у клуб је дошао велики број младих руских играча, међу којима су били Демир Сокајев, Валериј Чавребов, Давид Гиговајев, Мирза Алборов, Марат Гајев и Темир Сакајев. На мјесто спортског директора дошао је Руслан Хадарцев, који је у почетку водио тренинге, након чега је за тренера доведен Рус Руслан Сактев. У првом колу прољећњег дијела сезоне, Морнар је изгубио кући 2 : 1 од Зоре, која је до тада имала само три побједе, а прву је остварила против Морнара у седмом колу. Три кола прије краја, Морнар је био на 11. мјесту, бод иза Челика; у 31. колу, изгубио је кући од Челика 4 : 3, након чега су побиједили Ловћен и Бокељ, али су завршили сезону на 11. мјесту, бод иза Челика и испали су у Јужну регију.
Након испадања у регију, у клуб је дошао бивши играч Зете — Никола Франовић, као и неколико руских играча, док је велики број играча отишао. Предсједник скупштине клуба — Предраг Ђуришић, заказао је сједницу за 26. јул 2007. Истог дана, бивши предсједник управног одбора — Гаврило Радуловић, такође је заказао сједницу скупштине, због тога што Ђуришић сједнице није одржавао три године, а на тој сједници били су и представници руске компаније. Радуловић се вратио на мјесто предсједника управног одбора, док је за предсједника скупштине изабран Мирко Мажибрада. На сједници коју је организовао Ђуришић, за предсједника скупштине изабран је Петар Перовић, док је Ђуришић постављен за предсједника извршног одбора клуба. Формирано је и надзорно координационо тијело, које је ступило у контакт са компанијом Gas Line Montenegro, ради преговора о даљој сарадњи, али су из компаније тврдили да су они власници клуба, према договору са челницима општине Бар и остали су у клубу. У првом колу сезоне 2007/08. Морнар је побиједио Бијелу 7 : 0, након чега је ремизирао 0 : 0 против Цетиња, а на крају јесењег дијела сезоне, био је први на табели. На почетку прољећњег дијела сезоне, Морнар је побиједио ОФК Бар 1 : 0, али је комисија за жалбе Јужне регије регистровала утакмицу службеним резултатом 3 : 0 за Бар, јер је за Морнар играо играч са четири жута картона, који није имао право наступа. Из Морнара су се жалили и одлучено је да се утакмица понови; поновљена утакмица завршена је неријешено. На крају јесењег дијела сезоне, компанија Избор, чији је власник био Веселин Баровић, постала је спонзор клуба. На дан 24. марта 2008. на скупштини клуба, којој је присуствовао и предсједник општине Бар — Жарко Павићевић, донесена је одлука о раскиду уговора са руском компанијом и стављању ван снаге свих одлука које су донесене. Након тужбе из компаније Gas Line Montenegro, управљачка структура остала је иста до краја сезоне, до одлуке суда. Сезону су завршили на првом мјесту, уз освојен Куп Јужне регије и Куп Никша Бућин и вратили су се у Другу лигу.

### 2009—2016: Прва лига
На почетку сезоне 2008/09. руски власници су купили два аутобуса, реновирали свлачионице и омогућили играчима да иду на припреме два пута, на Златибор и у Колашин. У клуб је дошло и неколико играча из Прве лиге, међу којима су били Марко Ненезић, Иван Мирковић и Бојан Голубовић а тренер је био Војислав Пејовић. До пред крај првог дијела сезоне Морнар је био на петом мјесту на табели и дошао је до четвртфинала Купа Црне Горе, гдје је изгубио од Будућности, након чега је Пејовић добио отказ уз образложење да позиција није задовољавајућа са обзиром на уложена средства и циљеве клуба и на мјесто тренера до краја првог дијела сезоне постављен је Предраг Јоветић који је био помоћник Пејовићу. Пејовић је изјавио да су му се власници мијешали у рад и да су хтјели да више играју руски играчи, за које је сматрао да нису довољно квалитетни и да је због тога добио отказ. Током паузе, за тренера је постављен Младен Вукићевић, а пред одлазак на припреме, један играч је физички напао чланове управе јер је био незадовољан статусом у клубу, након чега су сви чланови управе током ноћи напустили клуб и отишли у Русију; послали су писмо предсједнику општине Бар у којем су истакли да су незадовољни због сукоба, да напуштају клуб и да га остављају општини Бар на управљање. Због недостатка средстава играчи нису отишли на припреме, Вукићевић је поднио оставку а отишли су и неки играчи. Директор Иво Бокан је обезбиједио подршку од општине како би наставили првенство, за тренера је постављен Рудолф Марчић, који је био и играч и играо је на појединим утакмицама. Пред почетак другог дијела сезоне дошао је Лука Мердовић на двојну регистрацију из Будућности, а затим је дошао и Александар Маџар који се вратио са Кипра и Морнар је сезону завршио на трећем мјесту и обезбиједио бараж за пласман у Прву лигу. У баражу су играли против Језера и побиједили су 2 : 1 у првој утакмици у Бару, головима Букића и Јеленића. На утакмицу у Плав отишли су са два аутобуса, један са играчима а други са навијачима, док је радио Бар преносио утакмицу. Утакмица је завршена 0 : 0 и Морнар се по први пут у историји пласирао у Прву лигу. Пред почетак сезоне 2009/10. клуб је покренуо Оснивачку скупштину и формирана су два тијела клуба, један на челу са предсједником клуба и други на челу са предсједником општине; за директора је изабран Борислав Лалевић, а за спортског директора Слободан Маровић, а координатор између клуба и општине био је Андро Дрецун. За тренера је поново постављен Младен Вукићевић, а у клуб су дошли Милан Мештер из Ловћена, Срђан Кљајевић из Грбља, Ненад Шофранац из Будућности и Милош Ђалац из Зете. У првом колу Морнар је утакмицу против Кома у Бару завршио 0 : 0, али је накнадно изгубио службеним резултатом 3 : 0 због тога што је играо Цамај који није имао право наступа због картона из претходне сезоне. Из управе су се жалили јер је у свим папирима писало да може да игра, али је одлука остала, а клуб је кажњен и одузимањем једног бода. Прву побједу у сезони оставили су у трећем колу, када су побиједили Сутјеску 1 : 0 голом Мештера из слободног ударца. У наставку сезоне клуб је играо промјењиво и био је при дну табеле, због чега је смијењен Вукићевић а за новог тренера је постављен Брајан Ненезић. У другом дијелу сезоне Морнар је побиједио Будућност у гостима 2 : 0, головима Александра Јеленића и Стевана Марковића, али се до краја сезоне борио за опстанак, а због лоших резултата Ненезић је поднио оставку и за новог тренера постављен је Веселин Пековић, који му је био помоћник. Сезону су завршили на десетом мјесту на табели, бод иза Дечића и играли су у баражу против Братства. У првој утакмици Морнар је побиједио у гостима 1 : 0 голом Ервина Перичића у трећем минуту, док је у реваншу у Бару поново побиједио, са 2 : 1, а оба гола је постигао Перичић.
На почетку сезоне 2010/11. на мјесто тренера је постављен Душан Јеврић; из клуба су отишли бројни играчи, а дошло је неколико нових, међу којима је био голман Зоран Бановић, који је и раније играо за Морнар. У првих осам кола Морнар је освојио само два бода, због чега је Јеврић добио отказ, а на мјесто тренера постављен је Борис Љутица, који је неколико играча из омладинског прикључио првом тиму и у деветом колу побиједили су Ловћен 2 : 1, што је била прва побједа у сезони, а за играча утакмице проглашен је омладинац Мустафа Метовић. На почетку другог дијела сезоне голман Бановић је прешао у Будућност, док су у Морнар дошли Саша Јововић, Вуле Вујачић и Иван Мирковић. Сезону су завршили на десетом мјесту на табели, са девет побједа и седам пораза и играли су бараж за опстанак против Берана. Прва утакмица у Бару завршена је 1 : 1, након чега је реванш утакмица у Беранама завршена 0 : 0 и Морнар је испао из лиге. Пред почетак сезоне 2011/12. из клуба су отишли бројни играчи, међу којима су били Лалевић, Јововић, Мирковић и Вујачић. Припреме су одрадили у Бару, на помоћном стадиону Тополице, а тренирали су углавном омладинци и неколико старијих играча који су током претходне сезоне слабо играли. Љутица је остао тренер, а за спортског директора постављен је Нино Дедај, који је у клуб довео Ђорђа Кркељића из Младости на двојну регистрацију. Послије неколико кола, Љутица је напустио клуб, а за тренера је постављен Обрен Сарић, бивши играч Морнара, који је тренирао све млађе категорије клуба. У зимском прелазном року у клуб су се вратили Јововић и Богдан Богдановић, а дошао је и голман Милош Радановић из Рудара. ОФК Бар је имао финансијских проблема и био је пред гашењем па су у Морнар прешли Александар Ковач, Дејан Јованчов и Драган Цицовић. Сезону су завршили на другом мјесту, 16 бодова иза Челика и у баражу су поново играли против Берана. У првој утакмици у Беранама, Морнар је побиједио 2 : 1 послије преокрета, головима Јововића и Војводића, док је у Бару побиједио 3 : 0, са два гола Метовића и једним Јованчова и вратио се у Прву лигу.
Сезону 2012/13. су почели са побједом и ремијем, након чега су имали осам пораза заредом. Били су на последњем мјесту на табели четири кола прије краја, након чега су остварили три побједе, укључујући и побједу против Будућности у гостима у последњем колу и завршили су на 11. мјесту, са истим бројем бодова као Могрен који је завршио на 10. мјесту и као Јединство које је завршило на 12. мјесту и испало из лиге. У баражу су играли против Бокеља; у првој утакмици Бокељ је побиједио 1 : 0, док је у реваншу Морнар побиједио 2 : 0 головима Луке Ротковића и опстао је у лиги. На почетку сезоне 2013/14. побиједили су Будућност у гостима 2 : 1 у трећем колу головима Мијушковића и Радуловића, што је била прва побједа након два пораза. Са два пораза на 13 утакмица, Морнар је дошао на шесто мјесто на табели осам кола прије краја, али су до краја остварили само једну побједу, против Зете у последњем колу и завршили су на 11. мјесту на табели. У баражу су играли против Берана, трећи пут током четири сезоне. У првој утакмици Морнар је у Бару побиједио 1 : 0 голом Вујачића у 94. минуту, али је у реваншу Беране побиједило 2 : 0 и Морнар је испао. Крајем јула 2014. Челик је иступио из Прве лиге због финансијских проблема, након чега је Фудбалски савез Црне Горе одлучио да врати Морнар у Прву лигу. У сезони 2014/15. Грбаљ је побиједио у Бару 7 : 0, што је био један од највећих пораза Морнара; сезону су завршили на десетом мјесту и играли су у баражу против Игала. У првој утакмици Морнар је побиједио у Бару 2 : 0 головима Кима и Бојана Ивановића, док је у реваншу Игало побиједио 2 : 0 и изводили су се једанаестерци, током којих је голман Саша Ивановић одбранио шут Драга Бумбара и Морнар је побиједио 9 : 8 и опстао у лиги.
Пред почетак сезоне 2015/16. Рудолф Марчић је постављен за тренера јер је Младен Вукићевић имао проблема са лиценцом. Клуб је био блокиран од стране Арбитражног суда и нису могли да доводе нове играче, нису ишли на припреме, а због нередовних примања играчи су штрајковали и након првог дијела сезоне Морнар је имао само седам бодова, а током тог периода имали су седам пораза заредом и на првих 14 утакмица нису остварили побједу. Прије почетка другог дијела сезоне отишло је 15 играча а дошли су нови играчи недељу дана пред почетак првенства. У другом дијелу сезоне побиједили су кући Будућност, Младост и Грбаљ и по броју бодова освојених у другом дијелу сезоне били су на четвртом мјесту, али је у марту 2016. Марчић смијењен, а за новог тренера постављен је Зоран Мијовић који је претходно био тренер женске репрезентације Црне Горе. У последња три кола Морнар је остварио све три побједе, али је сезону завршио на последњем мјесту, са истим бројем бодова као Петровац и испао је из лиге.

### 2017—2023: Између Прве и Друге лиге
Сезону 2016/17. у Другој лиги почели су са два ремија и два пораза, а у првих десет утакмица остварили су само двије побједе. Након промјењивих резултата током сезоне, у последњих седам утакмица остварили су шест побједа, али су завршили на четвртом мјесту, два бода иза Отрант Олимпика и остали су у Другој лиги. Сезону 2018/19. почели су са четири ремија резултатом 0 : 0 у прва четири кола, а прву побједу остварили су против Јединства у петом колу. У наставку сезоне Морнар је имао низ од 16 утакмица заредом без пораза, а током читаве сезоне имао је сако три пораза и освојио је Другу лигу са четири бода испред Младост Љешкопоља и пласирао се у Прву лигу. Пред почетак сезоне 2018/19. Александар Маџар је постављен за тренера, док је на мјесто спортског директора постављен Митар Новаковић. Отишло је неколико играча, међу којима и Филип Калачевић који је био најбољи стријелац током претходне сезоне, а дошло је 17 нових играча, што је било највише од свих клубова у Првој лиги; међу играчима који су дошли био је и Балша Божовић. У првом колу Морнар је ремизирао 1 : 1 на гостовању против Сутјеске, након чега је играо слабије и једину побједу у сезони остварио је у 12. колу, 1 : 0 на гостовању против Ловћена; сезону је завршио на последњем мјесту, са једном побједом, девет ремија и 26 пораза и испао је из лиге. Пред почетак сезоне 2019/20. завршено је реновирање стадиона и клуб је могао поново да буде домаћин на њему након 504 дана током којих је утакмице као домаћин играо углавном у Котору или Грбљу, док је неке утакмице играо у Подгорици и у Пљевљима. Из управе клуба су истакли да циљ није повратак у Прву лигу одмах, већ наставак сређивања инфраструктуре; клуб је напустио Лука Мердовић, који је био један од најбољих играча. Сезона 2019/20. је прво прекинута у марту због пандемије ковида 19, а настављена је крајем маја. На дан 7. јула сезона је дефинитивно прекинута након позитивних резултата међу играчима Будућности; у Другој лиги је одиграно 30. кола а Морнар је завршио на седмом мјесту на табели.
У сезони 2020/21. Морнар је освојио Другу лигу по други пут у историји, осам бодова испред Арсенала из Тивта и вратио се у Прву лигу послије двије сезоне. Пред почетак сезоне 2021/22. у клуб је дошло неколико играча, међу којима су били Бадара Бађи који је играо неколико утакмица за репрезентацију Сенегала, Петар Грбић и Марко Ћетковић. У првих пет кола остварили су четири побједе, уз један реми, против Будућности у Подгорици и заједно са Дечићем су били лидери на табели, док су први пораз доживјели у шестом колу, 2 : 1 на гостовању против Рудара. Почетком септембра, због репрезентативне паузе отишли су пет дана на припреме у Златибор. У наставку сезоне на осам утакмица остварили су само једну побједу и Бубања је поднио оставку на мјесто тренера, а замијенио га је Андрија Делибашић. Послије периода лоших резултата, током којег су били два бода изнад зоне баража и нису остварили побједу кући осам мјесеци рачунајући и паузу у првенству, побиједили су Зету у 31. колу 1 : 0 голом Александра Вујачића у 87. минуту. У последњих пет кола су остварили четири побједе и завршили су на петом мјесту на табели. Пред почетак сезоне 2022/23. отишли су на припреме на Златибор, док је у клуб дошло неколико играча, међу којима и Милан Смиљанић из Партизана. Након два пораза, прву побједу остварили су у трећем колу, против Сутјеске у Бару, након чега су на 11 утакмица остварили само једну побједу, а током тог периода за клуб је дебитовао Велимир Љутица са 16 година, чиме је изједначио рекорд Николе Крстовића као најмлађи играч у Првој лиги икада. У 15. колу побиједили су Језеро 1 : 0, што је била трећа побједа у сезони и прва послије два мјесеца. У зимском прелазном року, Петар Грбић је прешао у Будућност, док је у клуб дошао Фатос Бећирај. У првих пет утакмица у другом дијелу сезоне остварили су три побједе и два ремија, након чега су изгубили од Петровца 1 : 0 у 25. колу. Након периода од осам утакмица на којима су остварили само једну побједу и пали на осмо мјесто на табели, Делибашић је поднио оставку, а за привременог тренера до краја сезоне постављен је Зоран Ђурашковић. У последња четири кола остварили су двије побједе и један реми и завршили су на осмом мјесту на табели, бод иза седмог мјеста и морали су да играју бараж за опстанак. У баражу су поново играли против Берана; у првој утакмици у Бару побиједили су 2 : 0 головима Мирка Раичевића и Роднија Мајкла, након чега су и у реваншу у Беранама побиједили 2 : 0, головима Фатоса Бећираја и Марка Ћетковића и опстали су у Првој лиги. На крају сезоне, идлучено је да се продужи уговор са Ђурашковићем. Пред почетак сезоне 2023/24. отишли су на припреме у Словенију; Бећирај је завршио каријеру, док је у клуб дошло неколико играча, међу којима су били Ламбулић и Цвијовић. У првих пет кола остварили су три ремија и два пораза, а прву побједу су остварили у шестом колу, 4 : 3 против Јединства кући, након што су губили 2 : 0. У осмом колу су играли неријешено, 0 : 0 против Будућности кући, након чега су побиједили Језеро у гостима 1 : 0 у 9. колу и Сутјеску у гостима

## Успјеси
- Куп Црне Горе – 1
  - финале (2): 2024/25
- Друга лига Црне Горе – 2
  - побједник (2): 2017/18, 2020/21
  - другопласирани (1): 2011/12
- Трећа лига Црне Горе — Југ – 1
  - побједник (1): 2007/08
- Републичка лига Црне Горе – 3
  - побједник (3): 1988/89, 1994/95, 2000/01

## Резултати у такмичењима у Црној Гори
| Сезона   | Ранг | Лига                      | Бр.екипа | Позиција   | Куп             |
| -------- | ---- | ------------------------- | -------- | ---------- | --------------- |
| 2006/07. | 2    | Друга лига                | 12       | 11. мјесто | Прво коло       |
| 2007/08. | 3    | Трећа лига — Јужна регија | 6        | 1. мјесто  | Прво коло       |
| 2008/09. | 2    | Друга лига                | 12       | 3. мјесто  | Четвртфинале    |
| 2009/10. | 1    | Прва лига                 | 12       | 10. мјесто | Четвртфинале    |
| 2010/11. | 1    | Прва лига                 | 12       | 10. мјесто | Осмина финала   |
| 2011/12. | 2    | Друга лига                | 12       | 2. мјесто  | Осмина финала   |
| 2012/13. | 1    | Прва лига                 | 12       | 10. мјесто | Четвртфинале    |
| 2013/14. | 1    | Прва лига                 | 12       | 11. мјесто | Осмина финала   |
| 2014/15. | 1    | Прва лига                 | 12       | 10. мјесто | Четвртфинале    |
| 2015/16. | 1    | Прва лига                 | 12       | 12. мјесто | Четвртфинале    |
| 2016/17. | 2    | Друга лига                | 12       | 4. мјесто  | Осмина финала   |
| 2017/18. | 2    | Друга лига                | 12       | 1. мјесто  | Четвртфинале    |
| 2018/19. | 1    | Прва лига                 | 10       | 10. мјесто | Четвртфинале    |
| 2019/20. | 2    | Друга лига                | 10       | 7. мјесто  | Осмина финала   |
| 2020/21. | 2    | Друга лига                | 10       | 1. мјесто  | Није учествовао |
| 2021/22. | 1    | Прва лига                 | 10       | 5. мјесто  | Осмина финала   |
| 2022/23. | 1    | Прва лига                 | 10       | 8. мјесто  | Осмина финала   |
| 2023/24. | 1    | Прва лига                 | 10       | 2. мјесто  | Четвртфинале    |
| 2024/25. | 1    | Прва лига                 | 10       | 5. мјесто  | Финале          |

## Морнар у европским такмичењима
| Сезона   | Такмичење         | Коло        | Држава  | Клуб           | Дом. терен | Гос. терен | Укупно           |
| -------- | ----------------- | ----------- | ------- | -------------- | ---------- | ---------- | ---------------- |
| 2024/25. | Лига конференције | 1. коло кв. | Грузија | Динамо Тбилиси | 2 : 1      | 1 : 1      | 3 : 2            |
| 2024/25. | Лига конференције | 2. коло кв. | Србија  | Раднички 1923  | 2 : 1      | 0 : 1      | 2 : 2 (пен. 4:3) |
| 2024/25. | Лига конференције | 3. коло кв. |         |                |            |            |                  |

## Познати бивши играчи
- Андрија Перовић[2]
- Виктор Краснић[4]
- Леонардо Барнаба[5]
- Анто Радовић[6]
- Данило Делибашић[8][121]
- Спасоје Чејовић[10]
- Бранко Бујић[11]
- Драган Стојановић[13][122]
- Светозар Вујовић[12]
- Радован Бујић[18]
- Слободан Маровић[13]
- Жељко Калуђеровић[14]
- Зоран Чаловић[16]
- Жељко Лекић[13]
- Зоран Ђурашковић[123]
- Митар Новаковић[124]
- Срђан Радоњић[125]
- Никола Жигић[126]
- Зоран Бановић[127]
- Јован Вучинић[128][129]
- Петар Грбић[130]
- Марко Ћетковић[131]
- Милан Смиљанић[132]
- Фатос Бећирај[133]